# زاوية الميتين
زاوية المييتين أو زاوية السلطان أو زاوية الأموات هي قرية صغيرة في مصر تقع في محافظة المنيا.
يحتوي الموقع على هرم صغير مدرج من أواخر الأسرة الثالثة، وهو ملحوظ لكونه الهرم الوحيد الذي تم بناؤه على الضفة الشرقية لنهر النيل. كما تضم مقابر منحوتة في الصخور تعود إلى أواخر عصر الدولة القديمة.

## روابط خارجية
- EgyptSites article